# Napeogenes richardi
Napeogenes richardi är en fjärilsart som beskrevs av Hans Fruhstorfer 1898. Napeogenes richardi ingår i släktet Napeogenes och familjen praktfjärilar. Inga underarter finns listade i Catalogue of Life.